# Meine Reise von 1962 bis heute
Meine Reise von 1962 bis heute est une compilation de la chanteuse grecque Nana Mouskouri sortie en Allemagne à l'occasion de ses 80 ans en deux éditions : l'édition simple contenant 2 CD et une édition deluxe contenant les 2 mêmes CD ainsi qu'un DVD contenant quelques passages de la chanteuse à la télévision allemande. Le premier CD de la compilation contient 22 succès de la chanteuse en allemand et le second 22 chansons de la chanteuses en plusieurs langues : en anglais, français, espagnol, japonais, grec, néerlandais, italien et coréen.

## Chansons de la compilation
| 1.                              | Einmal weht der Südwind wieder          | Ernst Bader, Manos Hadjidakis                     | 2:45 |
| 2.                              | Letzte Rose                             | Ernst Bader, Arno Flor, Mario Panas               | 3:20 |
| 3.                              | Bill                                    | Oscar Hammerstein, Jerome Kern                    | 4:07 |
| 4.                              | Blumen der Liebe                        | Tom Jones, Harvey Schmidt, Kurt Hertha            | 3:05 |
| 5.                              | Die alte Mühle und der Wind             | Michel Jourdan, Peter Lach, D. Novrovic           | 3:21 |
| 6.                              | Sieben schwarze Rosen                   | H. G. Moslener, W. Mürmann                        | 3:15 |
| 7.                              | Heimliche Liebe                         | John Denver, Claude Lemesle, Miriam Frances       | 4:36 |
| 8.                              | Der Lindenbaum                          | Franz Schubert, W. Müller                         | 2:50 |
| 9.                              | Guten Morgen sonnenschein               | Martinho da Vila, Rolpf Zuckowski, Peter Reber    | 2:29 |
| 10.                             | Lieder, die die Liebe schreibt          | R. Soja, F. Dostal                                | 3:52 |
| 11.                             | Die Rose                                | Amanda McBroom, Michael Kunze                     | 3:29 |
| 12.                             | La Provence                             | Ralph Siegel, Jorg von Schenckendorff             | 3:57 |
| 13.                             | Jedes Körnchen Sand                     | Michael Kunze, Bob Dylan                          | 3:44 |
| 14.                             | Alltagslieder                           | M. McGarrigle, Michael Kunze                      | 3:45 |
| 15.                             | Alles was du brauchst ist Liebe         | Udo Jürgens, W. Hofer                             | 3:57 |
| 16.                             | Ich glaub an dich                       | Roger Cook, Samuel Harper Hogin, Michael Kunze    | 4:00 |
| 17.                             | Halt den Regenbogen fest                | Pete Seeger, Johann Christoph Busse               | 3:55 |
| 18.                             | Gib mir Liebe                           | Bernd Kaczmarek, Claus Dieter Eckhardt            | 4:30 |
| 19.                             | Am Ziel meiner Reise                    | Traditionnel, Michael Kunze                       | 3:13 |
| 20.                             | Sonnenkind                              | Nana Mouskouri, Jean-Claude Brialy, Michael Kunze | 3:57 |
| 21.                             | Irgendwer sagt immer auf wiedersehen    | Yann Ludwig, Michael Kunze                        | 4:05 |
| 22.                             | Weisse Rosen aus Athen (avec Paul Kuhn) | Manos Hadjidakis, Hans Bradtke                    | 3:58 |
| 23.                             | Almost like being in love               | Alan Jay Lerner, Frederick Loewe                  | 2:40 |
| 24.                             | Adieu Angelina                          | Bob Dylan, Hugues Aufray, Pierre Delanoé          | 3:25 |
| 25.                             | Prélude                                 | B. Massey, H. Calabria, L. Wuttke, L. Becher      | 3:28 |
| 26.                             | Scarborough Fair                        | Paul Simon, Art Garfunkel                         | 3:06 |
| 27.                             | Nickel Song                             | Melanie Safka                                     | 3:03 |
| 28.                             | If you love me                          | Marguerite Monnot, Édith Piaf, Geoffrey Parsons   | 3:28 |
| 29.                             | Soledad                                 | Lopez Delgado Jose Emili, A. Teles                | 3:51 |
| 30.                             | Danny Boy                               | Traditionnel, Fred E. Weatherly                   | 3:46 |
| 31.                             | Sheruburu no amagasa                    | Michel Legrand, Jacques Demy, Hiroshi Arakawa     | 3:24 |
| 32.                             | On my way to town                       | Kate McGarrigle                                   | 2:50 |
| 33.                             | I endekati endoli                       | G. Hadjinassios, Nikos Gatsos                     | 2:11 |
| 34.                             | Libertad                                | Giuseppe Verdi, Claude Lemesle                    | 4:00 |
| 35.                             | Canta Canta a mi gente                  | Martinho Jose Ferreira                            | 2:50 |
| 36.                             | Habanera                                | Georges Bizet, H. Meilhac, L. Halévy              | 3:57 |
| 37.                             | Gloria Eterna                           | Georg Friedrich Haendel, Nikos Gatsos             | 3:55 |
| 38.                             | Die Kleinste                            | Mathias Josep Huber Beltjens, J.P. Heye           | 3:25 |
| 39.                             | In the Upper Room                       | Mahalia Jackson                                   | 5:30 |
| 40.                             | Loves changes everything                | Andrew Lloyd Webber, Don Black, Charles Hart      | 3:30 |
| 41.                             | Gracias a la vida                       | R. Ferro, Roberto Livi, Violeta Parra             | 3:53 |
| 42.                             | Les feuilles mortes                     | Joseph Kosma, Jacques Prévert                     | 4:20 |
| 43.                             | Caruso                                  | Lucio Dalla                                       | 4:46 |
| 44.                             | Hayan sohn su gun                       | Manos Hadjidakis, Nikos Gatsos, Yong Ho Cho       | 3:06 |
| 2 heures 39 minutes 44 secondes |                                         |                                                   |      |